# Anthony Chivers (Leichtathlet)
Anthony Chivers (Anthony Hugh „Tony“ Chivers; * 12. April 1920 in Somerset, England; † 3. Mai 2015) war ein britischer Langstreckenläufer.
1947 wurde er für England startend Zwölfter beim Cross der Nationen.
Bei den British Empire Games 1950 in Auckland gewann er Bronze über drei Meilen und wurde Sechster über sechs Meilen.
1947 wurde er Englischer Meister über sechs Meilen.
Beim Fackellauf der Olympischen Sommerspiele 2012 war er der älteste Träger der Fackel.

## Persönliche Bestzeiten
- 3 Meilen: 14:12,6 min, 16. Juli 1949, London
- 5000 m: 14:46,3 min, 7. September 1947, Paris
- 6 Meilen: 30:31,4 min, 1947